# Juan Martín del Potro
Juan Martín del Potro (n. 23 septembrie 1988, Tandil⁠(d), Buenos Aires, Argentina) este un jucător profesionist de tenis, din Argentina. Este câștigător al Openului Statelor Unite în anul 2009, când l-a învins în finală pe Roger Federer.
Cea mai înaltă poziție ocupată în clasamentul mondial a fost locul 4, atins în ianuarie 2010.
În august 2008 a devenit primul jucător din istoria Asociației Profesioniste care a câștigat primele sale patru trofee în tot atâtea turnee consecutive.

## Copilăria
Juan Martín del Potro s-a născut la Tandil, în Argentina, același oraș care a dat alte nume mari ale tenisului argentinian, precum Mariano Zabaleta, Juan Monaco, Diego Junquiera și Maximo Gonzalez. Tatăl său, Daniel del Potro, a jucat rugby semi-profesionist, dar de meserie este medic veterinar. Mama sa, Patricia, este profesoară. Are o soră mai mică, Julieta.
Pe lângă tenis, a practicat în copilărie fotbalul, fiind mare fan al echipelor Boca Juniors și Juventus Torino.
A început tenisul la Club Independiente de Tandil, la vârsta de 6 ani. La șapte ani, a fost remarcat de antrenorul Marcelo Gómez, alături de care continuă antrenamentele la Nacional en Bragado, un club de lângă Buenos Aires.
La vârsta de 12 ani, Juan Martín este reprezentantul Argentinei la Campionatul Mondial de tenis juvenil organizat de Nike în Africa de Sud, unde este învins în finală.

## Cariera de tenisman

### Junioratul
În anul 2003, la 14 ani, participă la primele turnee din circuitul Future, toate în Argentina, dar este învins în fiecare dintre cele trei competiții încă din primul tur. Anul următor, la vârsta de 15 ani, câștigă primul său meci oficial, tot la un turneu ITF, la Buenos Aires, învingându-l pe Matias Niemiz, dar apoi este eliminat în turul secund. În februarie câștigă primul său turneu, Internaționalele de Juniori din Chile, și în același an, ajunge în sferturile de finală ale turneului ITF de la Campinas, Brazilia, și joacă în finală la Campionatele Internaționale ale Italiei pentru juniori.
Începe anul 2005 în afara primilor 1.000 de jucători ai lumii în clasamentul ATP. În luna mai participă în turneul juniorilor la Roland Garros, unde este eliminat în sferturile de finală de Andy Murray. Ajunge în finalele unor turnee Future, între care Copa del Cafe în Costa Rica sau Cupa Juniorilor în Mexic.

### 2005
În luna iunie trece la profesionism și participă la primul turneu challenger din carieră, în Italia, la Reggio Emilia, unde este însă eliminat în semifinale. Prima victorie avea să vină în noiembrie 2005, la challengerul de la Montevideo, Uruguay, unde îl învinge în finală pe sârbul Boris Pashanski. Încheie anul între primii 200 de jucători ai lumii, făcând un salt de aproape 900 de poziții.

### 2006
În februarie, del Potro participă la primul turneu din circuitul ATP, la Viña del Mar, unde îl învinge în primul tur pe Albert Portas, pentru a pierde apoi în runda secundă în fața lui Fernando González. După trofeul cucerit în challengerul Aguascalientes din Mexic, argentinianul, ajuns la vârsta de 17 ani, se califică în premieră pe tabloul principal al unui turneu de Mare Șlem, după ce trece de calificări la Roland Garros. În runda inaugurală este însă eliminat de spaniolul Juan Carlos Ferrero, fost lider mondial și campion la Paris. În iulie ajunge în optimile de finală la Stuttgart după victorie în primul tur la Andrei Pavel, și apoi în sferturi la Umag, în Croația, iar în august joacă la al doilea Grand Slam, Openul Statelor Unite, unde după calificări pierde în turul întâi în fața columbianului Alejandro Falla. Încheie anul între cei mai buni 100 de jucători din lume.

### 2007
2007 începe excelent pentru del Potro care ajunge în semifinale la primul turneu al anului, la Adelaide, și apoi la Australian Open trece de primul tur, pentru prima dată la un Mare Șlem, fiind însă apoi învins în turul doi de chilianul Fernando González. În luna februarie, debutează în echipa de Cupa Davis a Argentinei, învingându-l pe austriacul Jurgen Melzer și aducând calificarea țării sale în sferturile de finală. În mai, pierde în primul tur la Roland Garros împotriva viitorului câștigător, Rafael Nadal, aceeași soartă așteptându-l și la Wimbledon unde este învins în runda secundă de Roger Federer, campionul din acel an. La Flushing Meadows se califică până în turul trei unde este eliminat de Novak Djokovic, jucător care ajungea până în finală.

### 2008
Anul 2008 a fost anul consacrării argentinianului. După un început ghinionist, suferind o accidentare la Openul Australiei care l-a obligat să abandoneze în turul secund, în fața lui David Ferrer, del Potro a revenit abia în martie, dar fără rezultate promițătoare: eliminare în turul doi la Miami, în turul întâi la Roma și iar în turul doi la Roland Garros.
În iunie, se califică în semifinalele turneului pe iarbă de la 's-Hertogenbosch, în Olanda, unde cedează în două seturi în fața lui David Ferrer. Era începutul unei veri senzaționale pentru sud-american.
Pe 13 iulie 2008 Juan Martín del Potro a câștigat primul său turneu din circuitul ATP, la Stuttgart, după victoria din finala cu Richard Gasquet. În săptămâna imediat următoare, a recidivat, impunându-se la Kitzbuhel unde a trecut în semifinale de Victor Hănescu și în finală de Jurgen Melzer. La începutul lunii august a câștigat al treilea turneu consecutiv la care a participat, la Los Angeles, învingându-l în finală pe Andy Roddick, pentru ca pe 17 august să obțină al patrulea titlu la rând, în urma succesului de la Washington în fața lui Viktor Troicki, devenind primul jucător din istoria ATP care câștigă primele sale patru trofee la tot atâtea turnee consecutive. Următorul turneu la care a participat a fost U.S. Open, unde a ajuns în sferturile de finală, fiind învins în această fază de Andy Murray în patru seturi. În turul trei, câștigase primul său meci în cinci seturi, în fața francezului Gilles Simon.
Aduce două victorii Argentinei în semifinala din Cupa Davis cu Rusia, pentru ca în noiembrie să participe în premieră la Masters Cup, turneul celor mai buni opt jucători ai anului, unde însă este învins de Djokovic și Nikolai Davidenko, obținând o singură victorie, împotriva lui Jo-Wilfried Tsonga. În finala Cupei Davis, pierdută de Argentina în fața Spaniei, joacă un singur meci, pierdut cu Feliciano López. Se clasează la finalul anului pe locul 9 mondial.

### 2009
Del Potro își continuă ascensiunea și începe perfect anul 2009, cucerind trofeul la Auckland, la care fusese principal favorit, și urcând pe locul 6 în ierarhia ATP. La Openul Australiei, unde este cap de serie numărul opt, pierde în sferturile de finală în fața lui Roger Federer. În primele două turnee din Seria Masters ale anului, ajunge în fazele superioare, fiind eliminat la Indian Wells de Rafael Nadal în sferturi, și la Miami pierzând în semifinale în dauna lui Andy Murray, unde însă în sferturi îl învinsese pe Nadal. După acest turneu, urcă pe locul cinci în clasamentul mondial, cea mai bună clasare până în prezent.
Începe sezonul pe zgură cu un sfert de finală pierdut la Roma, în fața lui Djokovic, apoi cedează din nou în fața lui Federer, la Madrid. La Roland Garros, argentinianul se califică până în careul de ași, dar cedează din nou în fața lui Federer care se impune în cinci seturi. Au fost primele seturi câștigate de del Potro împotriva elvețianului.
În luna august, își apără cu succes titlul la Washington, fiind primul jucător de la Andre Agassi care se impune de două ori consecutiv în turneul din capitala Statelor Unite.
În săptămâna următoare, joacă la Montreal, unde în sferturile de finală îl învinge pentru a doua oară consecutiv pe Rafael Nadal, pentru a ajunge apoi în premieră în carieră în finala unui turneu din Seria Masters. Este însă învins în ultimul act de Andy Murray.
La Openul Statelor Unite este desemnat cap de serie numărul 6. Îi învinge în primele două tururi pe Juan Mónaco și Jurgen Melzer în minimum de seturi, pentru a trece apoi de austriacul Daniel Köllerer care reușește să-i ia un set. În turul patru îl elimină pe Juan Carlos Ferrero, iar în sferturile de finală trece în patru seturi de croatul Marin Cilic. Pe 13 august, îl învinge categoric pe Rafael Nadal în semifinale și ajunge în premieră în ultimul act la un Mare Șlem. Adversarul său în finala de la New York era Roger Federer, în fața căruia del Potro nu câștigase niciodată în precedentele șase întâlniri directe. Acum însă del Potro avea să-l învingă pe elvețian în premieră, și să cucerească primul său titlu de Mare Șlem. Argentinianul s-a impus cu 3-6, 7-6, 4-6, 7-6, 6-2, într-un meci care a durat 4 ore și 6 minute și a devenit primul jucător din lume care i-a învins pe Nadal și pe Federer la un turneu de Mare Șlem. De asemenea, la 1 metru 98, del Potro este cel mai înalt jucător care triumfă într-un turneu de Mare Șlem. Datorită rezultatelor obținute în 2009, Del Potro a participat pentru a doua oară consecutiv la Turneul Campionilor, competiția de final de an la care participă cei mai buni opt jucători ai sezonului. În faza grupelor, Del Potro a pierdut disputa cu Andy Murray, dar apoi a trecut de Fernando Verdasco și Roger Federer și s-a calificat în semifinale. În penultimul act, argentinianul l-a învins pe suedezul Robin Soderling, câștigător al celeilalte grupe, însă în finală a cedat în fața rusului Nikolai Davidenko.

### 2010
Începutul anului 2010 a fost nefast pentru del Potro care a abandonat în turneul demonstrativ de la Kooyong, în Australia, din cauza unei accidentări la încheietura mâinii, care i-a afectat apoi și evoluția la Openul Australian, la care a fost eliminat în turul patru. Problemele medicale l-au împiedicat apoi să participe la majoritatea turneelor din 2010, în mai luând decizia de a-și opera mâna pentru a reface încheietura. A revenit în antrenamente abia la începutul lunii august și nu și-a apărat trofeul la US Open, neputând evolua în turneul de la New York. După nouă luni de pauză, primul său turneu a fost la finele lunii septembrie, în Thailanda, unde însă a pierdut în primul tur în fața belgianului Olivier Rochus. A urmat încă o eliminare în runda inaugurală, la Openul Japoniei de la Tokio, la începutul lunii octombrie. După aceste înfrângeri, del Potro a decis să pună capăt anului sportiv.

### 2011
Del Potro a debutat în 2011 la Sydney, unde a trecut în primul tur de Feliciano Lopez, dar a pierdut în runda a doua. Tot în runda secundă a fost eliminat și la Openul Australian. După acel turneu, del Potro a căzut pe locul 485 în clasamentul mondial. În februarie, del Potro a ales să participe la turnee din Statele Unite, ajungând în semifinale la San Diego și Memphis, totul culminând cu succesul din turneul de la Delray Beach, unde a obținut al optulea trofeu al carierei. Și-a continuat ascensiunea în clasamentul mondial, ajungând pe locul 32 la începutul lunii mai, după ce a câștigat turneul de la Estoril.

## Antrenori

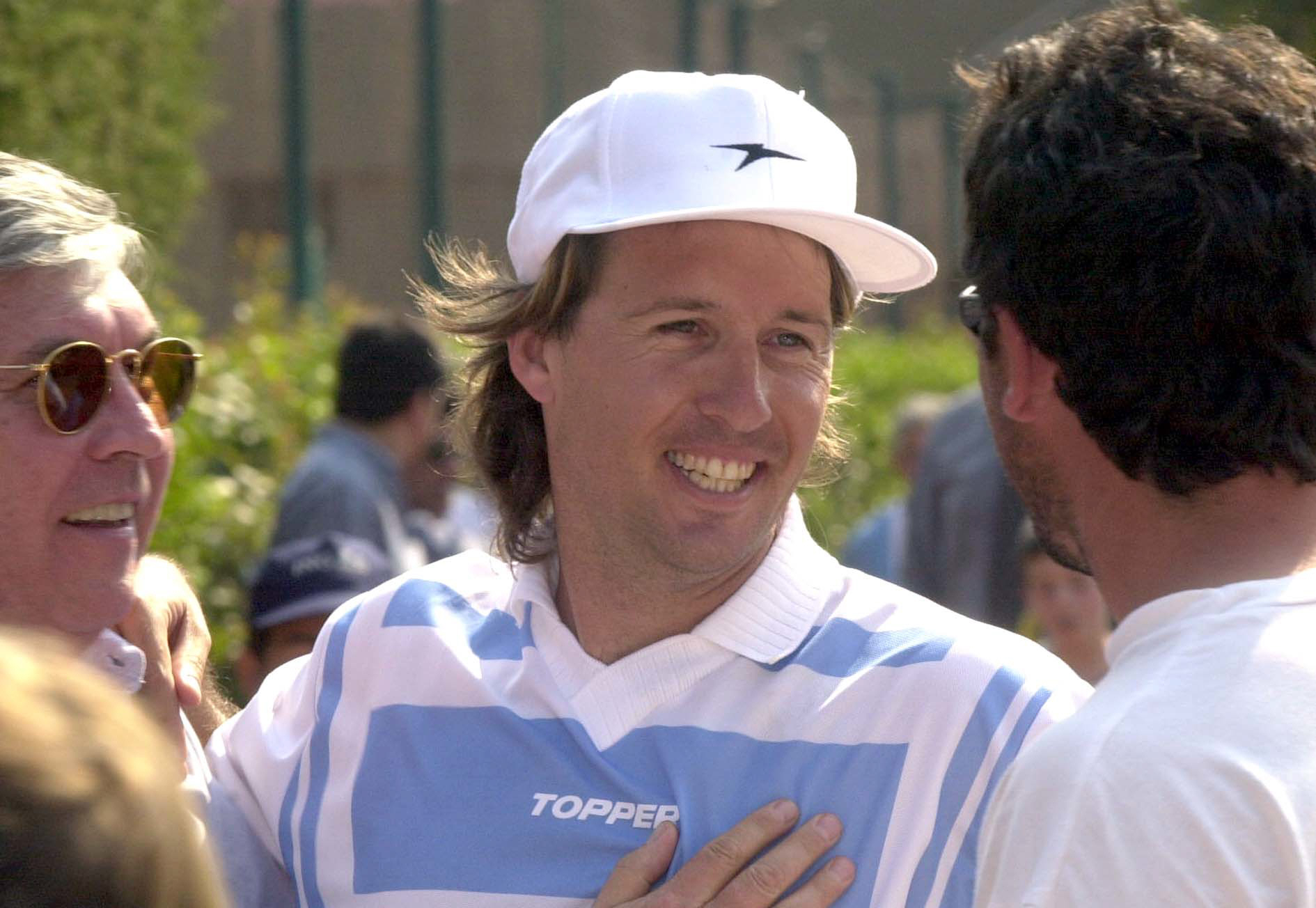
Franco Davin, omul din spatele lui del Potro

Juan Martín del Potro și-a început cariera sub îndrumarea antrenorului Marcelo Gómez, iar primii pași la profesionism i-a făcut alături de italianul Ugo Colombini care din 2006 a devenit agentul său. În același an, de pregătirea lui del Potro se ocupă argentinianul Franco Davin, un fost jucător profesionist și căpitan al echipei de Cupa Davis a țării sale. Davin este câștigător al Open România în 1994. Alături de Davin, del Potro a cunoscut cele mai mari succese și o ascensiune vergininoasă spre topul mondial, fiind pe locul 75 înainte de a lucra cu el.

## Stilul de joc

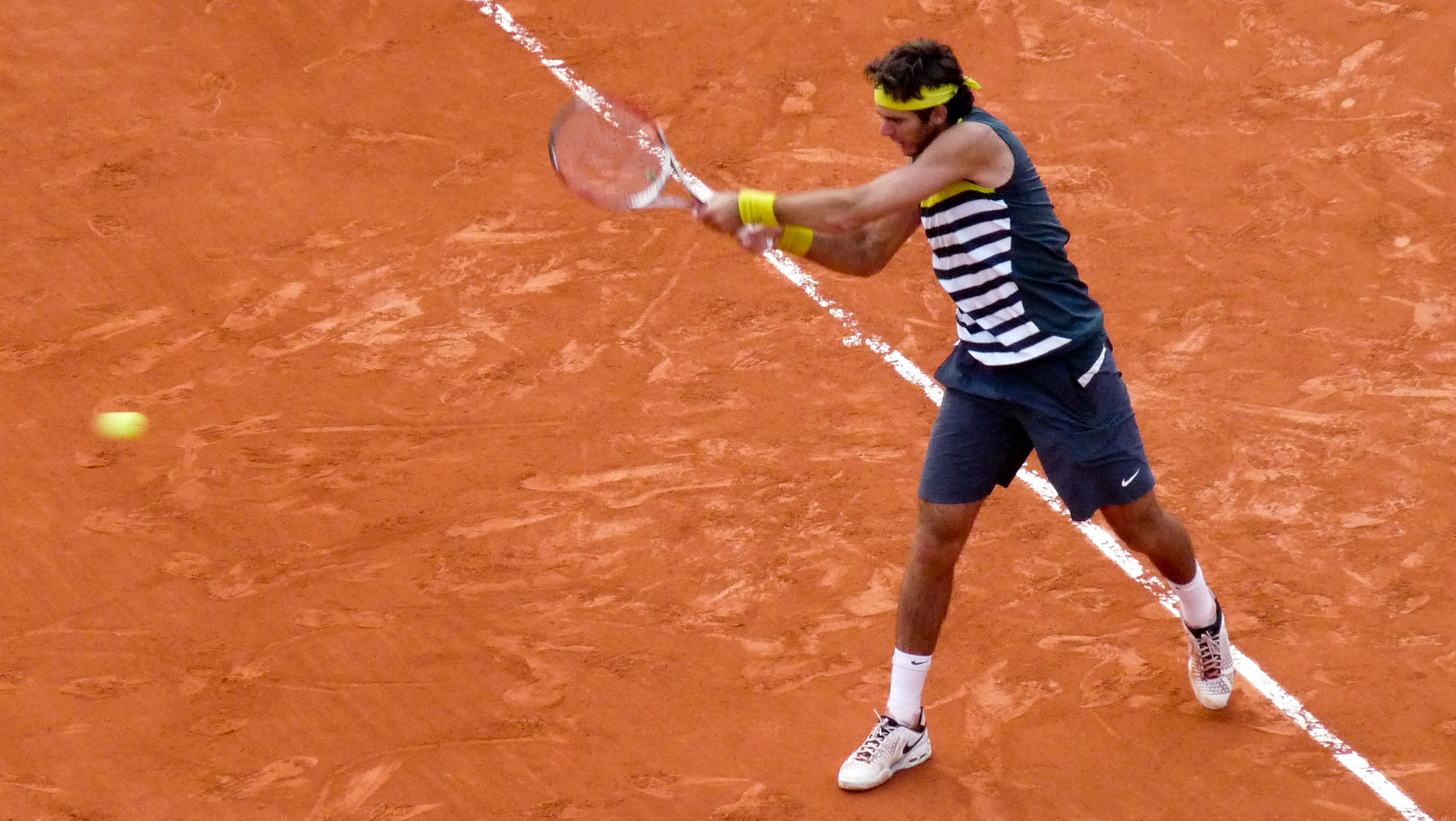
Del Potro la Roland Garros în 2009

Del Potro are un serviciu puternic și joacă foarte ofensiv de pe linia de fund a terenului. Are o lovitură de dreapta foarte puternică, iar backhandul îl execută cu două mâini. În ciuda înălțimii, argentinianul este considerat unul dintre cei mai rapizi jucători din circuitul profesionist.

## Echipament
Del Potro folosește o rachetă Wilson (K)Factor (K)Six-One 95, și este sponzorizat de Nike. Poartă de cele mai multe ori tricouri fără mâneci și o bandană pe cap. Pantofii sunt Nike Breathe Cage II.

## Rezultate importante

### Finale în turnee de Mare Șlem

#### Victorii (1)
| An   | Turneu  | Suprafața | Adversar în finală | Scor în finală                |
| 2009 | US Open | Hard      | Roger Federer      | 3–6, 7–6(5), 4–6, 7–6(4), 6–2 |

### Finale în Turneul Campionilor

#### Finalist (1)
| An   | Turneu | Suprafață     | Adversar în finală | Scor în finală |
| 2009 | Londra | Hard (indoor) | Nikolai Davidenko  | 3–6, 4–6       |

### Finale în turnee din Seria Masters

#### Finalist (1)
| An   | Turneu   | Suprafață | Adversar în finală | Scor în finală      |
| 2009 | Montreal | Hard      | Andy Murray        | 7–6(4), 6–7(3), 1–6 |

### Finale în turnee la simplu: 12 (9–3)

#### Victorii (9)
| Legendă                  |
| Turnee de Grand Slam (1) |
| Turneul Campionilor (0)  |
| Turnee Masters 1000 (0)  |
| Turnee Seria 500 (3)     |
| Turnee Seria 250 (5)     |

| Titluri în funcție de suprafață |
| Hard (6)                        |
| Zgură (3)                       |
| Iarbă (0)                       |
| Carpetă (0)                     |

#### Finalist (3)
| Legendă                  |
| Turnee de Grand Slam (0) |
| Turneul Campionilor (1)  |
| Turnee Masters 1000 (1)  |
| Turnee Seria 500 (1)     |
| Turnee Seria 250 (0)     |

| Sortare după suprafață |
| Hard (3)               |
| Zgură (0)              |
| Iarbă (0)              |
| Carpetă (0)            |

| Rezultat   | Nr. | Data               | Turneu                             | Suprafață | Adversar în finală | Scor                          |
| Câștigător | 1.  | 13 iulie 2008      | Stuttgart, Germania                | Zgură     | Richard Gasquet    | 6–4, 7–5                      |
| Câștigător | 2.  | 20 iulie 2008      | Kitzbühel, Austria                 | Zgură     | Jürgen Melzer      | 6–2, 6–1                      |
| Câștigător | 3.  | 10 august 2008     | Los Angeles, Statele Unite         | Hard      | Andy Roddick       | 6–1, 7–6(2)                   |
| Câștigător | 4.  | 17 august 2008     | Washington, D.C., Statele Unite    | Hard      | Viktor Troicki     | 6–3, 6–3                      |
| Finalist   | 1.  | 5 octombrie 2008   | Tokyo, Japonia                     | Hard      | Tomáš Berdych      | 6–1, 6–4                      |
| Câștigător | 5.  | 17 ianuarie 2009   | Auckland, Noua Zeelandă            | Hard      | Sam Querrey        | 6–4, 6–4                      |
| Câștigător | 6.  | 9 august 2009      | Washington D.C., Statele Unite (2) | Hard      | Andy Roddick       | 3-6, 7-5, 7-6(6)              |
| Finalist   | 2.  | 16 august 2009     | Montreal, Canada                   | Hard      | Andy Murray        | 6–7(4), 7–6(3), 6–1           |
| Câștigător | 7.  | 14 septembrie 2009 | Openul Statelor Unite, New York    | Hard      | Roger Federer      | 3-6, 7-6(5), 4-6, 7-6(4), 6-2 |
| Finalist   | 3.  | 29 noiembrie 2009  | Turneul Campionilor, Londra        | Hard      | Nikolai Davîdenko  | 6-3, 6-4                      |
| Câștigător | 8.  | 27 februarie 2011  | Delray Beach, Statele Unite        | Hard      | Janko Tipsarević   | 6–4, 6–4                      |
| Câștigător | 9.  | 1 mai 2011         | Estoril, Portugalia                | Zgură     | Fernando Verdasco  | 6–2, 6–2                      |

### Dublu: 1 (1–0)

#### Victorii (1)
| Rezultat   | Nr. | Data          | Turneu            | Suprafața | Partener       | Adversari în finală              | Scor           |
| Câștigător | 1.  | 30 iulie 2007 | Indianapolis, SUA | Hard      | Travis Parrott | Teimuraz Gabashvili Ivo Karlović | 3–6, 6–2, 10–6 |

## Viața personală
Juan Martín del Potro este fan al formației de muzică U2 și al cântăreței columbiene Shakira. De asemenea, urmărește serialele de televiziune Lost și 24.
Argentinianul a avut o relație cu jucătoarea de tenis daneză Caroline Wozniacki. În prezent, a fost văzut în compania compatrioatei sale, Luciana Salazar Ortega, vedetă a revistei Playboy.

## Premii
- 2008: Cel mai bun tenisman al anului (Premiile Fox Sports)
- 2008: Premiul Clarín pentru consacrare în tenis
- 2009: Premiul Jorge Newberry (Tenis)